# Clifton Cushman
Clifton Cushman (Clifton Emmett „Cliff“ Cushman; * 2. Juni 1938 in Cedarville, Michigan; † 25. September 1966 in Hải Phòng) war ein US-amerikanischer Hürdenläufer, der sich auf die 400-Meter-Distanz spezialisiert hatte.
Bei den Panamerikanischen Spielen 1959 in Chicago gewann er die Bronzemedaille und bei den Olympischen Spielen 1960 in Rom mit seiner persönlichen Bestzeit von 49,6 s die Silbermedaille hinter seinem Landsmann Glenn Davis (49,3 s) und vor Dick Howard, der mit 49,7 s den US-Dreifacherfolg komplettierte.
1960 wurde er, für die University of Kansas startend, NCAA-Meister über 400 m Hürden und im Jahr darauf US-Meister über 440 Yards Hürden.
1961 verpflichtete er sich bei der United States Air Force.
Beim US-Ausscheidungskampf für die Olympischen Spiele 1964 in Tokio stürzte er im Finale in aussichtsreicher Position liegend an der letzten Hürde und erreichte nicht das Ziel.
Am 25. September 1966 wurde er im Vietnamkrieg mit seinem Flugzeug abgeschossen. Seine Leiche konnte nicht geborgen werden. Er wurde zunächst als vermisst und 1975 als gefallen eingestuft.